# Eugène Delessert
Pour les articles homonymes, voir Delessert.
Eugène Delessert (Le Havre, 16 juillet 1819-Médéa, 28 juillet 1877) est un écrivain-voyageur français.

## Biographie
Fils de Paul de Lessert (1782-1863), assureur maritime et consul de Belgique au Havre, et de Pauline Roussac, beau-frère de Michel Delaroche, Eugène Delessert voyage dès 1839-1840 aux États-Unis et au Brésil mais, malade, doit revenir en France. En 1844, il part effectuer un grand périple dans l'Océanie, à ses frais, mais avec des recommandations et des instructions des ministères des Affaires étrangères et de la Marine. 
En août 1844, il embarque ainsi du Havre, séjourne quelques jours à Londres puis, le 17 septembre, part de Portsmouth. Il fait escale au Cap et atteint la Tasmanie le 20 décembre. À Sydney, il rencontre le consul Jean Faramond et visite la ville. Il passe à Parramatta et voit des aborigènes à Campbell Town. Il quitte Sydney le 16 août 1845 sur la Minerve après ce qui est considéré comme le plus long séjour d'un touriste français en Australie au XIXe siècle. 
S'il ne peut débarquer en Nouvelle-Zélande, le commandant du navire s'y refusant, il visite Tahiti où le gouverneur Armand Joseph Bruat l'accueille. Il y fait connaissance de plusieurs personnalités dont le peintre Charles Giraud. Le 15 septembre, toujours sur la Minerve, il gagne Huahine et Raiatea puis Bora-Bora où il excursionne avec le médecin du bord du Phaéton, Villaret. 
Après Ualan, le navire atteint Hong Kong le 7 novembre 1845. Par les Philippines, Java et l'Égypte, Delessert revient en Europe puis s'installe en Algérie où il meurt en 1877.

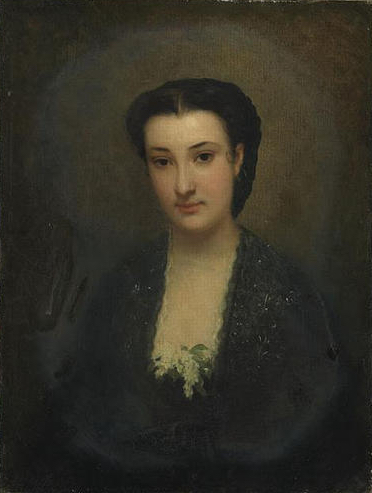
Portrait de son épouse, née Marie Daubrée.

Il avait épousé Marie Daubrée, fille de Gabriel Auguste Daubrée.

## Œuvres
- Souvenirs d'un voyage à Sydney fait pendant l'année 1845, 1847
- Voyage dans les deux océans, 1848
- Notre câble transatlantique (France aux États-Unis) ? Notes et Projet, 1867
- Épisodes pendant la Commune, souvenirs d'un délégué de la Société de secours aux blessés militaires des armées de terre et de mer, 1872
- Batna (Algérie), avec Jean Pérès, 1875

## Distinction
- Chevalier de la Légion d'honneur, 16 mars 1872[1].

## Pour approfondir